# Tikar (peuple)
Pour les articles homonymes, voir Tikar.
Les Tikar sont une population d'Afrique centrale établie au centre du Cameroun, dans la région du centre où vivent également les Bafia et à l'ouest les Bamoun, proches d'eux par leurs ancêtres communs, leurs structures sociales voisines et leurs langues.

## Histoire des Tikar
Certains croient que les Tikar viennent de la vallée du Nil, à l’époque pharaonique (similitude des coiffures royales). Ils se seraient ensuite installés sur le plateau de l’Adamaoua avant de fonder il y a 8 siècles les royaumes actuels,dans la Plaine Tikar.
D’autres, sans réfuter la première thèse, pensent que ce peuple tire son nom de l’expression Mboum «Tinkala-Je», signifiant va t’en d’ici, lancée par le maître des lieux à un prince de la chefferie Mboum de Nganha. 
Exilés avec frères et sœurs et nombre de notables et fidèles et grands guerriers, ils descendent vers le Sud, essaimer un vaste territoire. Affranchissant « les Tumu » (idiome Tikar actuel), les Bamouns les bafia et les Bansô au passage et donnant lieu à de solides chefferies.

## Distribution géographique
La population Tikar s'est installée dans la partie centrale de la république du Cameroun, bordée au nord et à l'ouest par le massif du Mbam et le plateau de l'Adamaoua et occupant au sud et à l'est une zone irriguée par plusieurs cours d'eau : Djerem, Sanaga, Bénoué

## Langue
Ils parlent le tikar, une langue bantoue dont le nombre de locuteurs au Cameroun a été estimé à 25 000 en 1989.

## Culture

### Versions approximatives
Les chefferies Tikar ont les mêmes rites et schémas organisationnels. Au sommet se trouve un chef entouré de cercle de notables dont les Nji, ses frères de sang, les Houng  ses cousins ministres et les Mgbe, ambassadeurs ou gouverneurs des territoires du royaume. Une place de choix revient à la reine mère. Une organisation similaire se trouve en pays Bamiléké[non neutre].
Les Tikar avaient un royaume au centre du Cameroun basé sur une structure royaliste a la tête duquel un roi, catalyseur du pouvoir, concentrait la totalité du pouvoir qui serait conduit seulement par le fils successeur de la femme principale du roi[non neutre].
Société royaliste, les Tikar appliquent la primogéniture pour la succession sans exceptions car telle est la règle dans un royaume régalien. À l'époque du royaume tikar, les religions exterieures n'avaient pas d'impact sur le royaume; les descendants du royaume (bafia bamoun nso Bamilékés) n'ont été affecté qu'après la partition du royaume.

## Philatélie
En 1946, la République française dédie une série de timbres aux « Femmes Tikar » (50, 60 et 80 c).